# ピエロ・トスカーニ
ピエロ・トスカーニ(Piero Toscani、1904年7月28日 - 1940年5月23日)は、イタリアのボクシング選手であり、1928年アムステルダムオリンピックに出場した。
1928年、アムステルダムオリンピックにおけるボクシング競技のミドル級決勝でチェコスロバキアのヤン・ハーマネックを破って金メダルを獲得した。